# Матилда фон Насау
Матилда фон Насау (Мехтхилд) (на немски: Mechtild von Nassau; Mathilde; * пр. 1280; † 19 юни 1323, Хайделберг) е принцеса от Дом Насау и чрез женитба от 1294 до 1317 г. херцогиня на Горна Бавария и пфалцграфиня при Рейн.

## Биография
Дъщеря е на римско-немския крал Адолф от Насау (1250 – 1298) и съпругата му Имагина фон Изенбург-Лимбург († 1318), дъщеря на Герлах фон Лимбург († 1289).
Матилда се омъжва на 1 септември 1294 г. в Нюрнберг за херцог и пфалцграф Рудолф I фон Пфалц (1274 – 1319). Той е брат на император Лудвиг IV Баварски. През 1317 г., след редица загубени битки с брат му, Рудолф се отказва от владетелските си искания.
Матилда (Мехтхилд) умира на 19 юни 1323 г. в Хайделберг и е погребана в абатството Кларентал.

## Деца
Матилда и Рудолф I фон Пфалц (1274 – 1319) имат шест деца:
- Лудвиг, ербпринц фон дер Пфалц (1297 – 1312)
- Адолф от Пфалц (1300 – 1327) ∞ 1320 графиня Ирменгард фон Йотинген († 1389)
- Рудолф II (1306 – 1353), I. ∞ 1328 принцеса Анна от Горица, Тирол и Каринтия (1300 – 1335), II. ∞ 1348 принцеса Маргарете от Сицилия-Арагон (1331 – 1377)
- Рупрехт I (1309 – 1390), I. ∞ 1350 графиня Елизабет от Фландрия-Намюр (1340 – 1382), II. ∞ 1385 принцеса Беатрикс фон Берг (1360 – 1395)
- Мехтхилд (1312 – 1375) ∞ 1331 граф Йохан III фон Спонхайм Стари (1315 – 1398)
- Анна (1318 – 1319).